# Економічна географія
Економі́чна геогра́фія — розділ соціально-економічної географії, наука про територіальну організацію суспільного виробництва.

## Основні сфери інтересів
Вивчає закономірності, принципи та фактори формування територіальної структури господарства різних країн і регіонів.
Аналізує питання територіальних зв'язків об'єктів виробництва.

## Основні напрямки
Поділяється на загальну економічну географію, галузеву (географія промисловості, сільського господарства, транспорту, торгівлі тощо), регіональну економічну географію і географію світового господарства.